# 驚變 (1985年電影)
《驚變》（義大利語：Phenomena）是一部1985年的意大利铅黄恐怖電影，由達利歐·阿基多执导并与他人共同编写，主演珍妮佛·康納莉、達里亞·尼古洛蒂、達利拉·迪·拉扎羅、派屈克·波查和當奴·派辛斯。影片讲述了一名美国女孩在一所瑞士偏远寄宿学校发现自己具有心灵能力，能够与昆虫沟通，并利用这些能力追踪在学校及其周围残害年轻女子的連環殺手的故事。
在意大利上映后，《驚變》被美国新線影業购得发行权，对原始版本进行了超过20分钟的删减，并以“Creepers”为名上映。这个缩短版本于1986年春季在英国上映。

## 剧情
在瑞士乡村错过公交车后，14岁的丹麦游客维拉·布兰特想要寻求帮助。她走进一间小屋，却遭到陌生人的袭击和斩首。八个月后，法医昆虫学家约翰·麦克格雷戈和警督鲁道夫·盖格正在调查她的案件，他们注意到布兰特只是一系列针对年轻女孩的谋杀案的第一例，死者还有麦克格雷戈以前的助手等。
与此同时，美国著名演员的女儿詹妮弗·科尔维诺被送到瑞士理查德·瓦格纳女子学院，由弗劳·布吕克纳监护，后者安排她与室友索菲住在一起。詹妮弗在学院里梦游，走到屋顶上，目睹一名学生被谋杀。她惊醒后逃进树林，麦克格雷戈的黑猩猩英格找到她并引导她找到他。麦克格雷戈注意到他囚禁的昆虫对詹妮弗的喜爱，因此他相信她与牠们有一种心灵感应的联系。回到学院，院长通过腦電圖对詹妮弗的梦游进行医学测试。这个过程让詹妮弗感到不安，她突然看到前一晚的事件。
第二天晚上，凶手杀死了索菲，误以为她是詹妮弗，因为她穿着她目睹上一起谋杀时的同样毛衣。詹妮弗再次梦游，被萤火虫引领到索菲死去的地方，在那里她发现了一只被蛆虫侵染的手套。她将其展示给麦克格雷戈，后者确认蛆虫是麻蝇的幼虫，牠们会被吸引到腐烂的人体组织上。他推测凶手是一个戀屍者，一直让他的受害者在死后贴近他，无意中让蛆虫附着在自己身上。
后来，当其他学生因詹妮弗与昆虫的联系而嘲笑她时，她召集了一群苍蝇，覆盖整个建筑，然后晕倒了。院长相信詹妮弗是“恶魔般的”，可能与谋杀有关，于是安排她转到一家精神病院。詹妮弗逃到麦克格雷戈的家，那里昆虫学家给了她一个有麻蝇的玻璃盒，建议她用牠找到凶手的藏身之处。苍蝇引导她找到了维拉·布兰特之前找到的同一间小屋，盖格也与房地产经纪人交谈，以了解房子先前的居住者身份。
那天晚上，麦克格雷戈在家中被谋杀。詹妮弗无处可去，打电话给父亲的律师莫里斯·夏皮罗带她回美国。他通知布吕克纳，后者提议让詹妮弗在她家过夜。与此同时，盖格的调查引导他到巴塞尔的一家精神病院，他得知15年前一名男性犯人袭击了以前的一名工作人员。
抵达布吕克纳家后，詹妮弗注意到所有的镜子都被遮住了，布吕克纳解释说她有一个儿子，不能忍受看到自己的倒影。布吕克纳坚持詹妮弗在睡觉前吃药；她吃下去后感到不适，认为药片有毒，咳了出来。她想要打电话给莫里斯，但被布吕克纳击昏。盖格赶到并询问布吕克纳，后者确认她曾在巴塞尔的精神病院工作，并遭到强奸。她带他去地下室并囚禁了他。
醒来后，詹妮弗设法逃到了地下室。在那里，她发现了盖格，然后掉进了一个充满蛆虫侵染的尸体的水池。布吕克纳嘲笑詹妮弗，但盖格挣脱了自己，并愤怒地殴打布吕克纳足够长的时间让詹妮弗逃脱。
詹妮弗找到了布吕克纳的儿子，他的脸部畸形可怖。他追赶詹妮弗上了一艘摩托艇，想要用一支长矛杀死她，结果刺穿了艇上的油箱，引起了泄漏。詹妮弗召唤了一群苍蝇攻击凶手，使他跌入水中。由于汽油泄漏引燃，詹妮弗也被迫跳入水中，此时那个孩子抓住了她，但被火焰焚身。
詹妮弗刚到达岸边，莫里斯就现身了。严重受伤且面目狰狞的布吕克纳从背后用金属板砍掉了他的头颅，坦白她为了保护儿子而谋杀了麦克格雷戈和盖格。她就要杀死詹妮弗之时，愤怒的英格袭击了布吕克纳，用剃刀杀死了她，为麦克格雷戈之死复仇。经历了一番磨难后，詹妮弗和英格拥抱在一起。